# UCI Europe Tour de 2018
O UCI Europe Tour de 2018 foi a décima-quarta edição do calendário ciclístico internacional europeu. Iniciou-se a 25 de janeiro de 2018 na Espanha, com o Troféu Porreres-Felanitx-Ses Salines-Campos pertencente à Challenge Ciclista a Mallorca e finalizou a 14 de outubro de 2018 com a Chrono des Nations na França. Em princípio, disputar-se-iam 275 concorrências, outorgando pontos aos primeiros classificados das etapas e à classificação final, ainda que o calendário sofreu modificações ao longo da temporada para disputar-se finalmente um total de 271 corridas.

## Equipas
As equipas que podem participar nas diferentes corridas dependem da categoria das mesmas. A maior nível de uma corrida podem participar equipas a mais nível. Por exemplo os equipas UCI WorldTeam, só podem participar das corridas .HC e .1 e têm cota limitada de equipas para competir.
| Categoria      | Categoria                       | Equipas                                                                                            |
| -------------- | ------------------------------- | -------------------------------------------------------------------------------------------------- |
| .HC            | 1.hc (corrida de um dia)        | * ProTeam (max 65%) * Profissionais Continentais * Continentais * Selecções nacionais              |
| .HC            | 2.hc (corrida de vários dias)   | * ProTeam (max 65%) * Profissionais Continentais * Continentais * Selecções nacionais              |
| .1             | 1.1 (corrida de um dia)         | * ProTeam (max 50%) * Profissionais Continentais * Continentais * Selecções nacionais              |
| .1             | 2.1 (corrida de vários dias)    | * ProTeam (max 50%) * Profissionais Continentais * Continentais * Selecções nacionais              |
| .2             | 1.2 (corrida de um dia)         | * Profissionais Continentais * Continentais * Selecções nacionais * Selecções regionais * Amadoras |
| .2             | 2.2 (corrida de vários dias)    | * Profissionais Continentais * Continentais * Selecções nacionais * Selecções regionais * Amadoras |
| .Ncup (sub-23) | 1.ncup (corrida de um dia)      | * Selecções nacionais * Selecções mistas                                                           |
| .Ncup (sub-23) | 2.ncup (corrida de vários dias) | * Selecções nacionais * Selecções mistas                                                           |

## corridas
Esta edição constou de 37 corridas de máxima categoria (.HC), 98 corridas de nível (.1), e o resto das corridas são do último nível de categoria (.2). Ademais também fazem parte os campeonatos nacionais de rota e contrarrelógio para elite e sub-23 para a cada país europeu.

## Calendário
As seguintes são as 271 corridas que formaram o calendário UCI Europe Tour (actualizado pela UCI a dezembro de 2018)

### Janeiro
| Data | corrida                                     | Cat. | Ganhador           | Equipa           |
| ---- | ------------------------------------------- | ---- | ------------------ | ---------------- |
| 25   | Troféu Campos-Porreres-Felanitx-Ses Salines | 1.1  | John Degenkolb     | Trek-Segafredo   |
| 26   | Troféu Serra de Tramuntana                  | 1.1  | Tim Wellens        | Lotto Soudal     |
| 27   | Troféu Lloseta-Andratx                      | 1.1  | Toms Skujiņš       | Trek-Segafredo   |
| 28   | Troféu Palma                                | 1.1  | John Degenkolb     | Trek-Segafredo   |
| 28   | Grande Prêmio Ciclista a Marsellesa         | 1.1  | Alexandre Geniez   | AG2R La Mondiale |
| 31-4 | Estrela de Bessèges                         | 2.1  | Tony Gallopin      | AG2R La Mondiale |
| 31-4 | Volta à Comunidade Valenciana               | 2.1  | Alejandro Valverde | Movistar         |

### Fevereiro
| Data  | corrida                 | Cat. | Ganhador           | Equipa                 |
| ----- | ----------------------- | ---- | ------------------ | ---------------------- |
| 8-11  | Tour La Provence        | 2.1  | Alexandre Geniez   | AG2R La Mondiale       |
| 10    | Volta a Múrcia          | 1.1  | Luis León Sánchez  | Astana                 |
| 11    | Clássica de Almería     | 1.hc | Caleb Ewan         | Mitchelton-Scott       |
| 11    | Troféu Laigueglia       | 1.hc | Moreno Moser       | Selecção da Itália     |
| 14-18 | Volta a Andaluzia       | 2.hc | Tim Wellens        | Lotto Soudal           |
| 14-18 | Volta ao Algarve        | 2.hc | Michał Kwiatkowski | Sky                    |
| 17-18 | Tour de Haut-Var        | 2.1  | Jonathan Hivert    | Direct Énergie         |
| 18    | Grande Prêmio de Alanya | 1.2  | Kyrill Pozdnyakov  | Synergy Baku           |
| 18    | GP Laguna               | 1.2  | Paolo Totò         | Sangemini-mg.kvis-Vega |
| 22-25 | Tour de Antalya         | 2.2  | Artem Ovechkin     | Marathon-Tula          |
| 24    | Classic Sud Ardèche     | 1.1  | Romain Bardet      | AG2R La Mondiale       |
| 25    | Kuurne-Bruxelas-Kuurne  | 1.hc | Dylan Groenewegen  | LottoNL-Jumbo          |
| 25    | La Drôme Classic        | 1.1  | Lilian Calmejane   | Direct Énergie         |
| 25    | Grande Prêmio Izola     | 1.2  | Dušan Rajović      | Adria Mobil            |
| 27    | Le Samyn                | 1.1  | Niki Terpstra      | Quick-Step Floors      |
| 28    | Trofej Umag-Umag Trophy | 1.2  | Krister Hagen      | Coop                   |

### Março
| Data  | corrida                                        | Cat. | Ganhador           | Equipa                       |
| ----- | ---------------------------------------------- | ---- | ------------------ | ---------------------------- |
| 2-4   | Tour do Mediterrâneo                           | 2.2  | Onur Balkan        | Torku Sekerspor              |
| 3     | Porec Trophy                                   | 1.2  | Emīls Liepiņš      | ONE                          |
| 4     | Grande Prêmio Villa de Lillers                 | 1.2  | Jérémy Lecroq      | Vital Concept                |
| 4     | Grande Prêmio Indústria e Artigianato-Larciano | 1.hc | Matej Mohorič      | Bahrain Merida               |
| 4     | Através de Flandres Ocidental                  | 1.1  | Rémi Cavagna       | Quick-Step Floors            |
| 4     | Grande Prêmio Internacional de Rodas           | 1.2  | Matteo Moschetti   | Polartec-Kometa              |
| 8-11  | Istrian Spring Trophy                          | 2.2  | Krister Hagen      | Coop                         |
| 9-11  | Volta a Rodas                                  | 2.2  | Mirco Maestri      | Bardiani-CSF                 |
| 11    | Clássica de Arrábida                           | 1.2  | Dmitry Strakhov    | Lokosphinx                   |
| 11    | Grande Prêmio Side                             | 1.2  | Stepan Astafyev    | Vino-Astana Motors           |
| 11    | Dorpenomloop Rucphen                           | 1.2  | Mikkel Bjerg       | Hagens Berman Axeon          |
| 11    | Paris-Troyes                                   | 1.2  | Adrien Petit       | Direct Énergie               |
| 11    | Tour de Drenthe                                | 1.hc | František Sisr     | CCC Sprandi Polkowice        |
| 14    | Nokere Koerse                                  | 1.hc | Fabio Jakobsen     | Quick-Step Floors            |
| 14-18 | Volta ao Alentejo                              | 2.2  | Luís Mendonça      | Aviludo-Louletano-Uli        |
| 16    | Handzame Classic                               | 1.hc | Álvaro Hodeg       | Quick-Step Floors            |
| 18    | Grande Prêmio de Denain                        | 1.hc | Kenny Dehaes       | WB-Aqua Protect-Veranclassic |
| 18    | La Popolarissima                               | 1.2  | Giovanni Lonardi   | Zalf Euromobil Désirée Fior  |
| 19-25 | Volta à Normandia                              | 2.2  | Thomas Stewart     | JLT Condor                   |
| 21    | Três Dias de Bruges–De Panne                   | 1.hc | Elia Viviani       | Quick-Step Floors            |
| 22-25 | Tour de Cartier                                | 2.2  | Cristian Raileanu  | Torku Sekerspor              |
| 22-25 | Settimana Coppi e Bartali                      | 2.1  | Diego Rosa         | Sky                          |
| 24    | Clássica de Loire-Atlantique                   | 1.1  | Rasmus Quaade      | BHS-Almeborg Bornholm        |
| 25    | Clássica Aldeias do Xisto                      | 1.2  | Daniel Mestre      | Efapel                       |
| 25    | Cholet-Pays da Loire                           | 1.1  | Thomas Boudat      | Direct Énergie               |
| 29-30 | Tour de Fatih Sultan Mehmet                    | 2.2  | Galym Akhmetov     | Astana City                  |
| 30    | Route Adélie                                   | 1.1  | Silvan Dillier     | AG2R La Mondiale             |
| 31    | Grande Prêmio Miguel Indurain                  | 1.1  | Alejandro Valverde | Movistar                     |
| 31    | Visegrad 4 Bicycle Race-GP Slovakia            | 1.2  | Maciej Paterski    | Wibatech Merx 7R             |
| 31    | Volta Limburg Classic                          | 1.1  | Jan Tratnik        | CCC Sprandi Polkowice        |
| 31-2  | Triptyque des Monts et Châteaux                | 2.2U | Jasper Philipsen   | Hagens Berman Axeon          |

### Abril
| Data  | corrida                                                        | Cat. | Ganhador               | Equipa                            |
| ----- | -------------------------------------------------------------- | ---- | ---------------------- | --------------------------------- |
| 1     | La Roue Tourangelle                                            | 1.1  | Marc Sarreau           | Groupama-FDJ                      |
| 1     | Troféu Banca Popular de Vicenza                                | 1.2U | Paolo Baccio           | Mastromarco Sensi Dover Benedetti |
| 1     | Grande Prêmio Adria Mobil                                      | 1.2  | Filippo Fortin         | Felbermayr-Simplon Wels           |
| 2     | Giro do Belvedere                                              | 1.2U | Robert Stannard        | Mitchelton-BikeExchange           |
| 3-6   | Circuito de la Sarthe                                          | 2.1  | Guillaume Martin       | Wanty-Groupe Gobert               |
| 3     | Grande Prêmio Palio do Recioto                                 | 1.2U | Stefan de Bod          | Dimension Data for Qhubeka        |
| 4     | Scheldeprijs                                                   | 1.hc | Fabio Jakobsen         | Quick-Step Floors                 |
| 6-8   | Circuito das Ardenas                                           | 2.2  | Anthony Maldonado      | Saint Michel-Auber93              |
| 7     | Troféu Edil C                                                  | 1.2U | Alessandro Fedeli      | Trevigiani Phonix-Hemus 1896      |
| 8     | Klasika Primavera                                              | 1.1  | Andrey Amador          | Movistar                          |
| 10    | Paris-Camembert                                                | 1.1  | Lilian Calmejane       | Direct Énergie                    |
| 11-15 | Tour de Loir-et-Cher                                           | 2.2  | Asbjørn Kragh Andersen | Virtu                             |
| 11    | Flecha Brabanzona                                              | 1.hc | Tim Wellens            | Lotto Soudal                      |
| 13-15 | Grande Prêmio Internacional de Fronteiras e a Serra da Estrela | 2.1  | Dmitry Strakhov        | Lokosphinx                        |
| 14    | Liège-Bastogne-Liège sub-23                                    | 1.2U | João Almeida           | Hagens Berman Axeon               |
| 14    | Tour de Finistère                                              | 1.1  | Jonathan Hivert        | Direct Énergie                    |
| 15    | Tro Bro Leon                                                   | 1.1  | Christophe Laporte     | Cofidis, Solutions Crédits        |
| 16-20 | Tour dos Alpes                                                 | 2.hc | Thibaut Pinot          | Groupama-FDJ                      |
| 17-22 | Tour de Croácia                                                | 2.hc | Kanstantsín Siutsou    | Bahrain Merida                    |
| 19-22 | Tour de Mersin                                                 | 2.2  | Eduard Vorganov        | Minsk CC                          |
| 20-22 | Volta a Castela e Leão                                         | 2.1  | Rubén Plaza            | Israel Cycling Academy            |
| 21    | Visegrad 4 Bicycle Race-GP Czech Republic                      | 1.2  | Alois Kaňkovský        | Elkov-Author                      |
| 21    | Memorial Arno Wallaard                                         | 1.2  | Joshua Huppertz        | Lotto-Kern Haus                   |
| 21-22 | Tour de Jura                                                   | 2.2  | Carl Fredrik Hagen     | Joker Icopal                      |
| 22    | Giro dos Apeninos                                              | 1.1  | Giulio Ciccone         | Bardiani-CSF                      |
| 22    | Troféu Cidade de San Vendemiano                                | 1.2U | Alberto Dainese        | Zalf Euromobil Désirée Fior       |
| 22    | Visegrad 4 Bicycle Race-GP Polski Via Odra                     | 1.2  | Maciej Paterski        | Wibatech Merx 7R                  |
| 22    | Rutland-Melton CiCLE Classic                                   | 1.2  | Gabriel Cullaigh       | Wiggins                           |
| 25    | Gran Premio della Liberazione                                  | 1.2U | Alessandro Fedeli      | Trevigiani Phonix-Hemus 1896      |
| 25-1  | Tour de Bretanha                                               | 2.2  | Fabien Schmidt         | Côtes d'Armor-Marie Morin         |
| 27-29 | Volta às Astúrias                                              | 2.1  | Richard Carapaz        | Movistar                          |
| 27-1  | Toscana Terra di Ciclismo Eroica                               | 2.2U | Andrea Bagioli         | Colpack                           |
| 28-3  | Carpathian Couriers Race                                       | 2.2U | Filip Maciejuk         | Leopard                           |
| 28    | Tour de Zuidenveld                                             | 1.2  | Stef Krul              | Metec-TKH Continental p/b Mantel  |
| 28    | Himmerland Rundt                                               | 1.2  | André Looij            | Monkey Town Continental           |
| 28-29 | Belgrado-Bania Luka                                            | 2.1  | Gašper Katrašnik       | Adria Mobil                       |
| 29    | Paris-Mantes-en-Yvelines                                       | 1.2  | Gianni Marchand        | Cibel-Cebon                       |
| 29    | Skive-Løbet                                                    | 1.2  | Rasmus Bøgh Wallin     | ColoQuick                         |

### Maio
| Data  | corrida                             | Cat. | Ganhador              | Equipa                        |
| ----- | ----------------------------------- | ---- | --------------------- | ----------------------------- |
| 1     | Grande Prêmio de Frankfurt sub-23   | 1.2U | Niklas Larsen         | Virtu                         |
| 1     | Memóriał Andrzeja Trochanowskiego   | 1.2  | Alois Kaňkovský       | Elkov-Author                  |
| 2     | Memóriał Romana Siemińskiego        | 1.2  | Alois Kaňkovský       | Elkov-Author                  |
| 2-6   | Cinco Anéis de Moscovo              | 2.2  | Andrey Prostokishin   | Selecção da Rússia            |
| 3-6   | Rhône-Alpes Isère Tour              | 2.2  | Stephan Rabitsch      | Felbermayr-Simplon Wels       |
| 3-6   | Tour de Mesopotamia                 | 2.2  | Nazim Bakirci         | Torku Sekerspor               |
| 3-6   | Tour de Yorkshire                   | 2.1  | Greg Van Avermaet     | BMC Racing                    |
| 4-6   | Volta à Comunidade de Madri         | 2.1  | Edgar Pinto           | Vito-Feirense-Blackjack       |
| 5     | Sundvolden GP                       | 1.2  | Alexander Kamp        | Virtu                         |
| 6     | Ringerike GP                        | 1.2  | Syver Wærsted         | Uno-X Norwegian Development   |
| 6     | Flecha das Ardenas                  | 1.2  | Cees Bol              | SEG Racing Academy            |
| 6     | Circuito do Porto-Troféu Arvedi     | 1.2  | Giovanni Lonardi      | Zalf Euromobil Désirée Fior   |
| 8-13  | Quatro Dias de Dunquerque           | 2.hc | Dimitri Claeys        | Cofidis, Solutions Crédits    |
| 9-13  | Flèche du Sud                       | 2.2  | Gianni Marchand       | Cibel-Cebon                   |
| 11-13 | Volta a Aragão                      | 2.1  | Jaime Rosón           | Movistar                      |
| 11-13 | CCC Tour-Grody Piastowskie          | 2.2  | Łukasz Owsian         | CCC Sprandi Polkowice         |
| 12    | Scandinavian Race                   | 1.2  | Trond Trondsen        | Coop                          |
| 12    | Tour de Overijssel                  | 1.2  | Piotr Havik           | BEAT                          |
| 12    | Visegrad 4 Kerekparverseny          | 1.2  | František Sisr        | CCC Sprandi Polkowice         |
| 13    | Volta à Holanda Setentrional        | 1.2  | Julius van den Berg   | SEG Racing Academy            |
| 13    | Grande Prêmio Criquielion           | 1.2  | Lionel Taminiaux      | AGO-Aqua Service              |
| 13    | Grande Prêmio Indústrias do Mármore | 1.2U | Gregorio Ferri        | Zalf Euromobil Désirée Fior   |
| 16-20 | Bałtyk-Karkonosze Tour              | 2.2  | Philipp Walsleben     | P&S Thüringhen                |
| 16-20 | Tour da Noruega                     | 2.hc | Eduard Prades         | Euskadi Basque Country-Murias |
| 17-20 | Ronde d'Isard                       | 2.2U | Stephen Williams      | SEG Racing Academy            |
| 18-20 | Tour de l'Ain                       | 2.1  | Arthur Vichot         | Groupama-FDJ                  |
| 18-20 | Paris-Arras Tour                    | 2.2  | Stephan Rabitsch      | Felbermayr-Simplon Wels       |
| 19-23 | Tour da Albânia                     | 2.2  | Michele Gazzara       | Sangemini-mg.kvis-Vega        |
| 20-27 | Rás Tailteann                       | 2.2  | Luuc Bugter           | Delta Rotterdam               |
| 20    | Grande Prêmio Marcel Kint           | 1.1  | Nacer Bouhanni        | Cofidis, Solutions Crédits    |
| 22-24 | Tour dos Fiordos                    | 2.hc | Michael Albasini      | Mitchelton-Scott              |
| 23-27 | Volta à Bélgica                     | 2.hc | Jens Keukeleire       | Lotto Soudal                  |
| 24-26 | Grande Prêmio Ciclista de Gemenc    | 2.2  | Rok Korošec           | My Bike Stevens               |
| 25-26 | Tour da Estónia                     | 2.1  | Grzegorz Stępniak     | Wibatech Merx 7R              |
| 25-27 | Hammer Stavanger                    | 2.1  | Mitchelton-Scott      | Mitchelton-Scott              |
| 26    | Grande Prêmio de Plumelec-Morbihan  | 1.1  | Andrea Pasqualon      | Wanty-Groupe Gobert           |
| 27    | Paris-Roubaix sub-23                | 1.2U | Stan Dewulf           | Lotto Soudal Ou23             |
| 27    | Circuito da Valônia                 | 1.2  | Mikkel Frølich Honoré | Virtu                         |
| 27    | Boucles de l'Aulne                  | 1.1  | Kévin Le Cunff        | Saint Michel-Auber93          |
| 30-3  | Tour do Luxemburgo                  | 2.hc | Andrea Pasqualon      | Wanty-Groupe Gobert           |
| 31-3  | Boucles de la Mayenne               | 2.1  | Mathieu van der Poel  | Corendon-Circus               |
| 31-3  | Szlakiem Walk Majora Hubala         | 2.1  | Mateusz Taciak        | CCC Sprandi Polkowice         |

### Junho
| Data  | corrida                                     | Cat. | Ganhador              | Equipa                       |
| ----- | ------------------------------------------- | ---- | --------------------- | ---------------------------- |
| 1-3   | Tour de Bihor                               | 2.2  | Iván Ramiro Sosa      | Androni Giocattoli-Sidermec  |
| 1-3   | Hammer Limburgo                             | 2.1  | Quick-Step Floors     | Quick-Step Floors            |
| 1     | Horizon Park Race for Peace                 | 1.2  | Frederik Muff         | AURA Energi-CK Aarhus        |
| 2     | Horizon Park Race Maidan                    | 1.2  | Branislau Samoilau    | Minsk CC                     |
| 2     | Flecha de Heist                             | 1.1  | Emīls Liepiņš         | ONE                          |
| 2     | Troféu Alcide Degasperi                     | 1.2  | Simone Ravanelli      | Biesse Carrera Gavardo       |
| 3     | Memorial Philippe Van Coningsloo            | 1.2  | Gustav Höög           | Coop                         |
| 3     | Horizon Park Classic                        | 1.2  | Branislau Samoilau    | Minsk CC                     |
| 3     | Grande Prêmio de Lugano                     | 1.1  | Hermann Pernsteiner   | Bahrain Merida               |
| 3     | Coppa della Pace                            | 1.2  | Matteo Sobrero        | Dimension Data for Qhubeka   |
| 7-10  | Ronde de l'Oise                             | 2.2  | Henrik Evensen        | Joker Icopal                 |
| 7-16  | Giro Ciclistico d'Itália                    | 2.2U | Aleksandr Vlasov      | Selecção da Rússia           |
| 7     | G. P. Kanton Aargau                         | 1.hc | Alexander Kristoff    | UAE Emirates                 |
| 8-10  | Volta à Sérvia                              | 2.2  | Nicolás Tivani        | Trevigiani Phonix-Hemus 1896 |
| 8-10  | Tour de Malopolska                          | 2.2  | Amaro Antunes         | CCC Sprandi Polkowice        |
| 9     | Dwars door de Vlaamse Ardennen              | 1.2  | Robby Cobbaert        | Cibel-Cebon                  |
| 10    | Volta a Colónia                             | 1.1  | Sam Bennett           | Bora-Hansgrohe               |
| 10    | Tour de Limburgo                            | 1.1  | Mathieu van der Poel  | Corendon-Circus              |
| 10    | Midden Brabant-Poort Omloop                 | 1.2  | Julius van den Berg   | SEG Racing Academy           |
| 13-17 | Volta à Eslovénia                           | 2.1  | Primož Roglič         | LottoNL-Jumbo                |
| 14-17 | Estrada de Occitânia                        | 2.1  | Alejandro Valverde    | Movistar                     |
| 14-17 | Oberösterreichrundfahrt                     | 2.2  | Stephan Rabitsch      | Felbermayr-Simplon Wels      |
| 15    | Dwars door het Hageland                     | 1.1  | Krists Neilands       | Israel Cycling Academy       |
| 16    | Tour de Fyen                                | 1.1  | Mads Pedersen         | Trek-Segafredo               |
| 16    | Memóriał im. J. Grundmanna i J. Wizowskiego | 1.2  | Łukasz Owsian         | CCC Sprandi Polkowice        |
| 17    | Elfstedenronde                              | 1.1  | Adam Blythe           | Aqua Blue Sport              |
| 17    | Grande Prêmio Doliny Baryczy Milicz         | 1.2  | Kamil Małecki         | CCC Sprandi Polkowice        |
| 17    | Grande Prêmio Horsens                       | 1.1  | Herman Dahl           | Joker Icopal                 |
| 18-21 | Tour de Mevlana                             | 2.2  | Onur Balkan           | Torku Sekerspor              |
| 19    | Halle-Ingooigem                             | 1.1  | Danny van Poppel      | LottoNL-Jumbo                |
| 20-24 | Adriatica Ionica Race                       | 2.1  | Iván Ramiro Sosa      | Androni Giocattoli-Sidermec  |
| 21-24 | Tour de Saboia                              | 2.2  | Riccardo Zoidl        | Felbermayr-Simplon Wels      |
| 24    | Paris-Chauny                                | 1.1  | Ramon Sinkeldam       | Groupama-FDJ                 |
| 27    | Troféu Internacional Jong Maar Moedig       | 1.2  | Jérôme Baugnies       | Wanty-Groupe Gobert          |
| 30    | Omloop Het Nieuwsblad sub-23                | 1.2U | Erik Nordsæter Resell | Uno-X Norwegian Development  |

### Julho
| Data  | corrida                                              | Cat. | Ganhador              | Equipa                       |
| ----- | ---------------------------------------------------- | ---- | --------------------- | ---------------------------- |
| 3     | Troféu Cidade de Brescia                             | 1.2  | Filippo Rocchetti     | Colpack                      |
| 4-7   | Carreira da Solidariedade e dos Campeões Olímpicos   | 2.2  | Sylwester Janiszewski | Wibatech Merx 7R             |
| 5-8   | Tour de Sibiu                                        | 2.1  | Iván Ramiro Sosa      | Androni Giocattoli-Sidermec  |
| 7-14  | Volta à Áustria                                      | 2.hc | Ben Hermans           | Israel Cycling Academy       |
| 7     | Grande Prêmio Jean-Pierre Monseré                    | 1.1  | André Looij           | Monkey Town                  |
| 8     | Giro do Meio Brenta                                  | 1.2  | Alexander Evtushenko  | Lokosphinx                   |
| 8     | Grande Prêmio da Ville de Nogent-sur-Oise            | 1.2  | Julien Antomarchi     | Roubaix Lille Métropole      |
| 8     | Grande Prêmio Albert Fauville-Baulet                 | 1.2  | Aksel Nõmmela         | BEAT CC                      |
| 11-15 | Giro do Vale de Aosta                                | 2.2U | Vadim Pronskiy        | Astana City                  |
| 12-15 | Grande Prêmio Torres Vedras-Troféu Joaquim Agostinho | 2.2  | José Fernandes        | W52-FC Porto                 |
| 18-22 | Grande Prêmio Nacional 2 de Portugal                 | 2.2  | Raúl Alarcón          | W52-FC Porto                 |
| 22    | Grande Prêmio da Villa de Pérenchies                 | 1.2  | Kenny Dehaes          | WB-Aqua Protect-Veranclassic |
| 22    | V4 Special Séries Debrecen-Ibrány                    | 1.2  | Péter Kusztor         | My Bike-Stevens              |
| 25-28 | Dookoła Mazowsza                                     | 2.2  | Szymon Sajnok         | CCC Sprandi Polkowice        |
| 25    | Clássica de Ordizia                                  | 1.1  | Robert Power          | Mitchelton-Scott             |
| 26    | Grande Prêmio Pino Cerami                            | 1.1  | Peter Kennaugh        | Bora-Hansgrohe               |
| 28-30 | Kreiz Breizh Elites                                  | 2.2  | Damien Touzé          | Saint Michel-Auber93         |
| 28-1  | Tour de Valônia                                      | 2.hc | Tim Wellens           | Lotto Soudal                 |
| 29    | Grande Prêmio de Kranj                               | 1.2  | Daniel Auer           | WSA-Pushbikers               |
| 31    | Circuito de Getxo                                    | 1.1  | Alex Aranburu         | Caja Rural-Seguros RGA       |

### Agosto
| Data  | corrida                                 | Cat. | Ganhador             | Equipa                       |
| ----- | --------------------------------------- | ---- | -------------------- | ---------------------------- |
| 1-5   | Tour de Alsacia                         | 2.2  | Geoffrey Bouchard    | Cr4C Roanne                  |
| 1-5   | Volta à Dinamarca                       | 2.hc | Wout van Aert        | Vérandas Willems-Crelan      |
| 1-12  | Volta a Portugal                        | 2.1  | Raúl Alarcón         | W52-FC Porto                 |
| 4     | Grande Prêmio de Kalmar                 | 1.2  | Gustav Höög          | Selecção da Suécia           |
| 5     | Antwerpse Havenpijl                     | 1.2  | Tibo Nevens          | Home Solution-Anmapa-Soenens |
| 5     | Polynormande                            | 1.1  | Pierre-Luc Périchon  | Fortuneo-Samsic              |
| 7-11  | Volta a Burgos                          | 2.hc | Iván Ramiro Sosa     | Androni Giocattoli-Sidermec  |
| 7-11  | Tour de Szeklerland                     | 2.2  | Nicolae Tanovitchii  | Novak                        |
| 9-12  | Tour da República Checa                 | 2.1  | Riccardo Zoidl       | Felbermayr-Simplon Wels      |
| 11    | Memóriał Henryka Łasaka                 | 1.2  | Mateusz Grabis       | Voster Uniwheels             |
| 11    | Slag om Norg                            | 1.1  | Jan-Willem van Schip | Roompot-Nederlandse Loterij  |
| 12    | Puchar Uzdrowisk Karpackich             | 1.2  | Maciej Paterski      | Wibatech Merx 7R             |
| 12    | Grande Prêmio Sportivi di Poggiana      | 1.2U | Robert Stannard      | Mitchelton-BikeExchange      |
| 14-19 | Volta à Hungria                         | 2.1  | Manuel Belletti      | Androni Giocattoli-Sidermec  |
| 15-18 | Tour de Limusino                        | 2.1  | Nicolas Edet         | Cofidis, Solutions Crédits   |
| 16-19 | Arctic Race da Noruega                  | 2.hc | Sergei Chernetski    | Astana                       |
| 16    | Grande Prêmio Capodarco                 | 1.2U | Einer Loiro          | Vejus-TMF-Cicli Magnum       |
| 18    | Minsk Cup                               | 1.2  | Maciej Paterski      | Wibatech Merx 7R             |
| 19    | Grande Prêmio de Minsk                  | 1.2  | Nikolai Shumov       | Minsk CC                     |
| 21    | Grande Prêmio de Marbriers              | 1.2  | Jon Mould            | JLT Condor                   |
| 21-24 | Tour Poitou-Charentes em Nova Aquitania | 2.1  | Arnaud Démare        | Groupama-FDJ                 |
| 21    | Grande Prêmio da Villa de Zottegem      | 1.1  | Jérôme Baugnies      | Wanty-Groupe Gobert          |
| 22    | Veenendaal Veenendaal Classic           | 1.1  | Dylan Groenewegen    | LottoNL-Jumbo                |
| 23-26 | Volta à Alemanha                        | 2.1  | Matej Mohorič        | Bahrain Merida               |
| 23-26 | Baltic Chain Tour                       | 2.2  | Emīls Liepiņš        | Selecção da Letónia          |
| 24    | Great War Remembrance Race              | 1.1  | Mihkel Räim          | Israel Cycling Academy       |
| 25    | Omloop Mandel-Leie-Schelde              | 1.1  | Wouter Wippert       | Roompot-Nederlandse Loterij  |
| 26    | Schaal Sels                             | 1.1  | Timothy Dupont       | Wanty-Groupe Gobert          |
| 26    | Ronde van Midden-Nederland              | 1.2  | Casper von Folsach   | ColoQuick                    |
| 26    | Croácia-Eslovénia                       | 1.2  | Dušan Rajović        | Adria Mobil                  |
| 29    | Druivenkoers Overijse                   | 1.1  | Xandro Meurisse      | Wanty-Groupe Gobert          |
| 31    | Hafjell GP                              | 1.2  | Martin Toft Madsen   | BHS-Almeborg Bornholm        |

### Setembro
| Data  | corrida                       | Cat. | Ganhador                         | Equipa                          |
| ----- | ----------------------------- | ---- | -------------------------------- | ------------------------------- |
| 1     | Brussels Cycling Classic      | 1.hc | Pascal Ackermann                 | Bora-Hansgrohe                  |
| 1     | Lillehammer GP                | 1.2  | Alexander Kamp                   | Waoo                            |
| 2     | Grande Prêmio de Fourmies     | 1.hc | Pascal Ackermann                 | Bora-Hansgrohe                  |
| 2     | Antwerp Port Epic             | 1.1  | Guillaume Van Keirsbulck         | Wanty-Groupe Gobert             |
| 2     | Gylne Gutuer                  | 1.2  | Jasper Philipsen                 | Hagens Berman Axeon             |
| 2-9   | Volta à Grã-Bretanha          | 2.hc | Julian Alaphilippe               | Quick-Step Floors               |
| 5-9   | Okolo jižních Čech            | 2.2  | Michael Kukrle                   | Elkov-Author                    |
| 6-8   | Giro do Friuli Venezia Giulia | 2.2  | Tadej Pogačar                    | Ljubljana Gosto Xaurum          |
| 9     | Chrono Champenois             | 1.2  | Martin Toft Madsen               | BHS-Almeborg Bornholm           |
| 9     | Tour de Doubs                 | 1.1  | Julien Simon                     | Cofidis, Solutions Crédits      |
| 11-16 | Tour de Olympia               | 2.2U | Julius Johansen                  | ColoQuick                       |
| 12    | Grande Prêmio de Valônia      | 1.1  | Jasper Stuyven                   | Trek-Segafredo                  |
| 12-16 | Tour da Eslováquia            | 2.1  | Julian Alaphilippe               | Quick-Step Floors               |
| 14    | Campeonato de Flandres        | 1.1  | Dylan Groenewegen                | LottoNL-Jumbo                   |
| 14-16 | Tour de Capadocia             | 2.2  | Alexandr Ovsyannikov             | Vino-Astana Motors              |
| 15    | Coppa Agostoni                | 1.1  | Gianni Moscon                    | Sky                             |
| 15    | Primus Classic                | 1.hc | Taco van der Hoorn               | Roompot-Nederlandse Loterij     |
| 16    | Grande Prêmio Jef Scherens    | 1.1  | Jasper Stuyven                   | Trek-Segafredo                  |
| 16    | Coppa Bernocchi               | 1.1  | Sonny Colbrelli                  | Bahrain Merida                  |
| 16    | Raiffeisen G. P.              | 1.2  | Maciej Paterski                  | Wibatech Merx 7R                |
| 19    | Circuito de Houtland          | 1.1  | Jonas Van Genechten              | Vital Concept                   |
| 19    | Giro de Toscana               | 1.1  | Gianni Moscon                    | Sky                             |
| 19-23 | Tour de Roménia               | 2.2  | Serghei Tvetcov                  | Selecção de Roménia             |
| 20    | Coppa Sabatini                | 1.1  | Juanjo Lobato                    | Nippo-Vini Fantini-Europa Ovini |
| 22    | Tour de Eurométropole         | 1.hc | Mads Pedersen                    | Trek-Segafredo                  |
| 22    | Memorial Marco Pantani        | 1.1  | Davide Ballerini                 | Androni Giocattoli-Sidermec     |
| 23    | Troféu Matteotti              | 1.1  | Davide Ballerini                 | Androni Giocattoli-Sidermec     |
| 23    | Tour de Gévaudan Occitania    | 1.2  | Jaakko Hänninen                  | EC Saint-Etienne Loire          |
| 23    | Dúo Normando                  | 1.1  | Martin Toft Madsen Rasmus Quaade | BHS-Almeborg Bornholm           |
| 23    | Gooikse Pijl                  | 1.1  | Jordi Meeus                      | SEG Racing Academy              |
| 23    | Grande Prêmio de Isbergues    | 1.1  | Philippe Gilbert                 | Quick-Step Floors               |
| 25    | Ruota d'Oro                   | 1.2U | Samuele Zoccarato                | General Store-Bottoli-Zardini   |
| 27    | Famenne Ardenne Classic       | 1.1  | Guillaume Boivin                 | Israel Cycling Academy          |
| 27-29 | Tour do Mar Negro             | 2.2  | Ramūnas Navardauskas             | Selecção de Lituânia            |

### Outubro
| Data | corrida                      | Cat. | Ganhador                    | Equipa                  |
| ---- | ---------------------------- | ---- | --------------------------- | ----------------------- |
| 2    | Binche-Chimay-Binche         | 1.1  | Danny van Poppel            | LottoNL-Jumbo           |
| 3    | Giro de Münsterland          | 1.hc | Max Walscheid               | Sunweb                  |
| 4    | Paris-Bourges                | 1.1  | Valentin Madouas            | Groupama-FDJ            |
| 6    | Tour de Vendée               | 1.1  | Nico Denz                   | AG2R La Mondiale        |
| 6    | Giro de Emília               | 1.hc | Alessandro De Marchi        | BMC Racing              |
| 7    | Grande Prêmio Bruno Beghelli | 1.hc | Bauke Mollema               | Trek-Segafredo          |
| 7    | Piccolo Giro de Lombardia    | 1.2U | Robert Stannard             | Mitchelton-BikeExchange |
| 7    | Paris-Tours sub-23           | 1.2U | Marten Kooistra             | SEG Racing Academy      |
| 7    | Paris-Tours                  | 1.hc | Søren Kragh Andersen        | Sunweb                  |
| 9    | Três Vales Varesinos         | 1.hc | Toms Skujiņš                | Trek-Segafredo          |
| 10   | Milano-Torino                | 1.hc | Thibaut Pinot               | Groupama-FDJ            |
| 11   | Giro do Piemonte             | 1.hc | Sonny Colbrelli             | Bahrain Merida          |
| 13   | Tacx Pro Classic             | 1.1  | Peter Schulting             | Monkey Town Continental |
| 13   | De Kustpijl                  | 1.2  | Timothy Stevens             | Cibel-Cebon             |
| 14   | Chrono des Nations sub-23    | 1.2U | Mathias Norsgaard Jørgensen | Riwal CeramicSpeed      |
| 14   | Chrono des Nations           | 1.1  | Martin Toft Madsen          | BHS-Almeborg Bornholm   |

## Classificações finais
- Nota: Classificações atualizadas a 21 de outubro depois do termo da temporada.[3][4]

### Individual
Integram-na todos os ciclistas que consigam pontos podendo pertencer tanto a equipas amadoras como profissionais, inclusive as equipas UCI WorldTeam.
| Posição | Ciclista           | Pontos |
| ------- | ------------------ | ------ |
| 1.º     | Hugo Hofstetter    | 1028   |
| 2.º     | Pascal Ackermann   | 1020   |
| 3.º     | Timothy Dupont     | 996    |
| 4.º     | Alejandro Valverde | 959    |
| 5.º     | Tim Wellens        | 831    |
| 6.º     | Andrea Pasqualon   | 801    |
| 7.º     | Sonny Colbrelli    | 742,8  |
| 8.º     | Thibaut Pinot      | 715    |
| 9.º     | Fabio Jakobsen     | 682    |
| 10.º    | Kenny Dehaes       | 673    |

| 11.º | Iván Ramiro Sosa     | 661    |
| 12.º | Dylan Groenewegen    | 639    |
| 13.º | Jasper Stuyven       | 634    |
| 14.º | Mathieu van der Poel | 633    |
| 15.º | Eduard Prades        | 629    |
| 16.º | Matej Mohorič        | 623    |
| 17.º | Lilian Calmejane     | 619    |
| 18.º | Danny van Poppel     | 614,27 |
| 19.º | Jan Tratnik          | 611,71 |
| 20.º | Davide Ballerini     | 604    |

### Equipas
A partir de 2016 e devido a mudanças regulamentares, todas as equipas profissionais entram nesta classificação, inclusive os UCI WorldTeam que até a temporada anterior não pontuavam. Se confeciona com o somatório de pontos que obtenha uma equipa com suas 8 melhores corredores na classificação individual. A classificação também a integram equipas que não estejam registados no continente.
| Posição | Equipa                      | Pontos |
| ------- | --------------------------- | ------ |
| 1.º     | Wanty-Groupe Gobert         | 4043   |
| 2.º     | Cofidis, Solutions Crédits  | 3434   |
| 3.º     | Androni Giocattoli-Sidermec | 3012   |
| 4.º     | Direct Énergie              | 2846   |
| 5.º     | Roompot-Nederlandse Loterij | 2747   |

| 6.º  | CCC Sprandi Polkowice           | 2304,97 |
| 7.º  | Israel Cycling Academy          | 2266,71 |
| 8.º  | Sport Vlaanderen-Baloise        | 2007    |
| 9.º  | Nippo-Vini Fantini-Europa Ovini | 1956,2  |
| 10.º | WB-Aqua Protect-Veranclassic    | 1840    |

### Países
Se confeciona mediante os pontos dos 10 melhores ciclistas de um país, não só os que consigam neste Circuito Continental, mas também os conseguidos em todos os circuitos. E inclusive se um corredor de um país deste circuito, só consegue pontos em outro circuito (Europa, America, África, Oceania), seus pontos vão a esta classificação.
| Posição | País          | Pontos  |
| ------- | ------------- | ------- |
| 1.º     | Bélgica       | 5489    |
| 2.°     | Itália        | 5335,8  |
| 3.º     | França        | 5111    |
| 4.º     | Países Baixos | 4410,12 |
| 5.º     | Espanha       | 4134    |

| 6.º  | Alemanha  | 3877,14 |
| 7.º  | Eslovênia | 2812,71 |
| 8.º  | Dinamarca | 2679,92 |
| 9.º  | Suíça     | 2343,83 |
| 10.º | Polónia   | 2107,84 |

### Países sub-23
| Posição | País          | Pontos  |
| ------- | ------------- | ------- |
| 1.º     | Países Baixos | 1830,22 |
| 2.º     | Bélgica       | 1639,17 |
| 3.º     | França        | 1549    |
| 4.º     | Dinamarca     | 1255,5  |
| 5.º     | Itália        | 1121    |

## Evolução das classificações
| Data            | Classificação individual | Classificação por equipas | Classificação por países | Classificação por países sub-23 |
| --------------- | ------------------------ | ------------------------- | ------------------------ | ------------------------------- |
| 31 de janeiro   | Nacer Bouhanni           | Cofidis                   | Itália                   | Bélgica                         |
| 28 de fevereiro | Nacer Bouhanni           | Wanty-Groupe Gobert       | França                   | Bélgica                         |
| 31 de março     | Elia Viviani             | Wanty-Groupe Gobert       | Itália                   | Bélgica                         |
| 30 de abril     | Kenny Dehaes             | Wanty-Groupe Gobert       | Bélgica                  | França                          |
| 31 de maio      | Kenny Dehaes             | Wanty-Groupe Gobert       | Bélgica                  | Dinamarca                       |
| 30 de junho     | Andrea Pasqualon         | Wanty-Groupe Gobert       | Itália                   | Países Baixos                   |
| 31 de julho     | Andrea Pasqualon         | Wanty-Groupe Gobert       | Itália                   | Dinamarca                       |
| 31 de agosto    | Andrea Pasqualon         | Wanty-Groupe Gobert       | Itália                   | Países Baixos                   |
| 30 de setembro  | Timothy Dupont           | Wanty-Groupe Gobert       | Bélgica                  | Países Baixos                   |
| 21 de outubro   | Hugo Hofstetter          | Wanty-Groupe Gobert       | Bélgica                  | Países Baixos                   |
| Final           | Hugo Hofstetter          | Wanty-Groupe Gobert       | Bélgica                  | Países Baixos                   |